# Citey
 Citey  es una comuna y población de Francia, en la región de Franco Condado, departamento de Alto Saona, en el distrito de Vesoul y cantón de Gy.
Su población en el censo de 1999 era de 80 habitantes.
Está integrada en la Communauté de communes des Monts de Gy.

## Demografía
| 89 | 72 | 68 | 70 | 75 | 80 |
| Para los censos de 1962 a 1999 la población legal corresponde a la población sin duplicidades (Fuente: INSEE [Consultar]) |    |    |    |    |    |